# Наваљни (филм)
Наваљни (енгл. Navalny) амерички је документарни филм из 2022. године у режији Данијела Роера. Филм се врти око руског опозиционог лидера Алексеја Наваљног и догађаја у вези са његовим тровањем. Продуцирали су га HBO Max и CNN Films. Премијерно је приказан 25. јануара 2022. године на Филмском фестивалу Санденс.

## Радња
Редитељ Данијел Роер истражује живот и рад руског опозиционог лидера Алексеја Наваљног који је, после много година борбе против корупције, стекао моћне непријатеље — укључујући председника Владимира Путина.